# Dandridge (Tennessee)
Dandridge település az Amerikai Egyesült Államok Tennessee államában, Jefferson megyében, melynek megyeszékhelye is. Lakosainak száma 3344 fő (2020. április 1.).

## Népesség
A település népességének változása:

| 2010 | 2 812 |
| 2020 | 3 344 |